# Maszkarén szárcsa
A maszkarén szárcsa (Fulica newtoni) a madarak osztályának darualakúak (Gruiformes) rendjébe, a guvatfélék (Rallidae) családjába tartozó, mára kihalt faj.
Az európai hajósok 1674-ben látták először Mauritiuson, majd 1678-ban Réunionon is látták, de ez csak feltételezés. A 18. század elejére feltehetően a túlvadászat miatt teljesen kihalt.
A faj csak négy korabeli útleírás és szubfosszilis formában fennmaradt csontmaradványok alapján ismert.
Tudományos nevét a brit zoológus testvérpár Alfred Newton és Edward Newton tiszteletére kapta. Mindketten foglalkoztak a madárral.

## Élőhelye
A közeli rokonaihoz (Fulica) hasonlóan főként mocsarakban élt. Bár röpképtelen faj volt, rokonaihoz hasonlóan kiválóan úszott és bukott. Soha nem távolodott el túlzottan a vízfelületektől.

## Megjelenése
40 cm hosszú és körülbelül 8 kg tömegű lehetett, de mivel nagyon kevés szubfosszilis maradvány maradt fenn a fajról, nem tudjuk pontosan, hogyan nézett ki.
1674-ben jelent meg Sieur Dubois útleírása, a „Les Voyages“, melyben egy Borubon-szigeten (ma Réunion) élő szárcsafajról is ír. Tollazat teljesen fekete volt – mint a szárcsáké általában –, fején egy fehér folttal. Dubois szerint a madár nagyjából tyúkméretű volt.

## Kihalása
A túlvadászat miatt 1690-re nagyon megfogyatkozott az élő példányok száma, majd 1700-ra teljesen kihalt, de egy bizonytalan észlelés még ismert 1710-ből.
Eddig ez az egyetlen kihalt szárcsafaj. A legtöbb feltételezés szerint a maszkarén szárcsát is azok a bálnavadászok és Mauritiuson kikötő hajósok irthatták ki, mint a mauritiusi vörös guvatot.

## Fordítás
- Ez a szócikk részben vagy egészben  a   Maskarenen-Blässhuhn című német Wikipédia-szócikk fordításán alapul.  Az eredeti cikk szerkesztőit annak laptörténete sorolja fel. Ez a jelzés csupán a megfogalmazás eredetét és a szerzői jogokat jelzi, nem szolgál a cikkben szereplő információk forrásmegjelöléseként.